# Buteo
- Commons
- Wikispecies

Buteo é o género de aves da família Accipitridae que compreende 27 (pode variar devido à inclusão e exclusão de certas espécies, como Rupornis (Buteo) magnirostris e Geranoaetus (Buteo) melanoleucus) espécies extantes de gaviões diurnos.
Trata-se de aves de rapina de médio a grande porte, que praticam a caça durante o dia. Possuem asas largas e bicos adaptados para a caça.

## Espécies
- Águia-de-asa-redonda, Buteo buteo
- Búteo-de-cauda-vermelha, Buteo jamaicensis
- Bútio-rabo-canela, Buteo rufinus
- Bútio-patudo, Buteo lagopus
- Gavião-de-asa-larga, Buteo platypterus
- Gavião-papa-gafanhoto, Buteo swainsoni
- Gavião-de-cauda-curta, Buteo brachyurus
- Gavião-pedrês, Buteo nitidus
- Gavião-de-rabo-barrado, Buteo albonotatus
- Búteo-augur, Buteo augur
- gavião-havaiano, Buteo solitarius
- gavião-de-rabo-ruivo, Buteo ventralis
- bútio-da-montanha, bútio-montês, Buteo oreophilus
- bútio-malgaxe, Buteo brachypterus
- bútio-do -planalto, bútio-montês, Buteo hemilasius
- bútio-de-pescoço-vermelho, Buteo auguralis
- bútio-áugure-de-peito-ruivo, Buteo archeri
- bútio-de-cauda-vermelha, bútio chacal, Buteo rufofuscus
- falcão-das-galápagos, Buteo galapagoensis
- gavião-de-dorso-vermelho, gavião-de-costas-vermelhas, Buteo polyosoma
- Buteo poecilochrous - por vezes considerado uma subespécie do B. polyosoma
- gavião-de-papo-branco, Buteo albigula
- gavião-da-hispaniola, gavião-de.ridgway, Buteo ridgwayi
- gavião-de-sobre-branco, Buteo leucorrhous
- gavião-ferruginoso, Buteo regalis
- gavião-de-ombros-vermelhos, bútio-ruivo, Buteo lineatus